# Cantón de Amiens-8 (Norte)
El cantón de Amiens-8 (Norte) era una división administrativa francesa, que estaba situada en el departamento de Somme y la región de Picardía.

## Composición
El cantón estaba formado por dos comunas, más una fracción de la comuna que le daba su nombre:
- Allonville
- Amiens (fracción)
- Poulainville

## Supresión del cantón de Amiens-8 (Norte)
En aplicación del Decreto nº 2014-263 de 26 de febrero de 2014, el cantón de Amiens-8 (Norte) fue suprimido el 22 de marzo de 2015 y sus 3 comunas pasaron a formar parte; dos del nuevo cantón de Amiens-2 y la fracción de la comuna que le daba su nombre se unió con las demás fracciones para que, por medio de una reestructuración cantonal, fueran creados los nuevos cantones de Amiens-1, Amiens-2, Amiens-3, Amiens-4, Amiens-5, Amiens-6 y Amiens-7.